# Сукоб интереса
Сукоб интереса или конфликт интереса представља сукоб јавног и приватног интереса. Јавни интерес јесте интерес државе изражен у законима државе, а субјекти који наступају у име државне власти (државни органи, функционери и други овлаштени субјекти) имају овлаштење и дужност да штите у првом реду јавни интерес.
Сукоб интереса може бити и ситуација у којој појединчеве професионалне и стручне обавезе бивају инкомпатибилне са услугама које пружа другима. Пример може бити давање одређених олакшица свом сроднику или утицај социјалног радника на клијента да га опуномоћи, како би овај користио туђа средства за личне потребе уместо у интересу клијента.

## Функције од јавног значаја
Законом о спречавању сукоба интереса при вршењу јавних функција („Службени гласник Републике Србије“ бр 43/2004, у даљем тексту Закон) одређена је дужност избегавања сукоба интереса. Тим законом је прописано да јавна функција јесте функција коју лице, функционер, врши на основу избора, постављења и именовања у органе Републике Србије, аутономне покрајине, општине, града и града Београда и у органе јавних предузећа чији је оснивач Република Србија, аутономна покрајина, општина град и град Београд.
Функционер је дужан да јавну функцију врши тако да јавни интерес не подреди приватном, нити да међу њима изазове сукоб. Сукоб јавног и приватног интереса постоји кад функционер има приватни интерес који утиче или може утицати на вршење његове јавне функције.
Функционер не сме бити ни у каквом односу зависности према лицима која би могла утицати на његову непристрасност у обављању јавне функције, нити користити јавну функцију за стицање било какве користи или погодности за себе или повезано лице.

## Повезана лица
Повезаним лицем сматра се:
- Брачни или ванбрачни друг функционера
- Крвни сродник функционера у правој линији
- Крвни сродник функционера у побочној линији закључно са другим степеном сродства
- Усвојилац и усвојеник
- Тазбински сродник закључно са првим степеном сродства и
- Свако друго правно или физичко лице које се, према другим основама и околностима, може оправдано сматрати интересно повезаним с функционером.

Функционеру је забрањено да јавну функцију користи да би утицањем на одлуку законодавне, извршне и судске власти остварио корист себи или другом, стекао неко право или погодност, закључио правни посао или на било који начин интересно погодовао себи или другом.

## Забране
Функционеру је забрањено и да:
- Стекне ново или оствари постојеће право за себе или другог, ако тиме крши једнакост грађана пред законом
- Злоупотреби посебна права која му припадају ради вршења јавне функције
- Прими, тражи или прихвати неку вредност или услугу ради гласања о било чему или утицања на одлуку неког органа, тела или појединца
- Обећа запослење или неко друго право у замену за поклон, обећање поклона или неку другу корист или погодност
- Утиче на добијање послова или јавних набавки
- Прими накнаду од стране државе или међународне организације, изузев накнаде путних и других трошкова везаних за учешће на међународним скуповима сходно одлуци државног органа
- Користи, ради стицања своје или туђе користи или наношења штете другом, знања и обавештења до којих је дошао у вршењу јавне функције ако она нису доступна јавности
- Ограничава, ради своје или туђе користи или наношења штете другом, приступ јавности знањима и обавештењима која су од јавног значаја а нису законом, другим прописом или одлуком надлежног органа донесеном на основу закона проглашени државном, војном или службеном тајном
- Неоправдано или недозвољено прави разлику или неједнако поступа према лицу или групи с обзиром на њихово лично или стечено својство, укључујући али се не ограничавајући на политичку припадност

Законом је одређено да ако орган или тело расправља и одлучује у ствари у којој функционер или повезано лице има приватни интерес, функционер је дужан да постојање приватног интереса саопшти пре свог учешћа у расправи, најкасније пре почетка одлучивања, а од те дужности изузети су само народни посланици, посланици и одборници.
Функционер не сме бити директор, заменик и помоћник директора, члан управног или надзорног одбора јавног предузећа, установе, предузећа или било ког другог правног лица са учешћем државног капитала, осим када је то прописано законом или другим посебним прописом.

## Притисци и неприличан утицај
Законом је одређено да је функционер дужан да о сваком притиску или неприличном утицају коме је изложен у вршењу јавне функције одмах обавести орган који га је поставио или именовао и Републички одбор. Ако је функционер изабран на јавну функцију о томе обавештава само Републички одбор. Ако посумња да неко чињење или нечињење може да изазове сукоб интереса, функционер је дужан да затражи мишљење Републичког одбора, што не искључује могућност покретања поступка у коме се одлучује о томе да ли постоји повреда овог закона.

## Привредни субјекти

### Лица која имају посебну дужност према друштву
- Ортаци и комплементари
- Чланови друштва са ограниченом одговорношћу који поседују значајно учешће у основном капиталу друштва
- Акционари који поседују значајно учешће у основном капиталу друштва
- Директори, чланови Надзорног одбора, заступници и прокуристи
- Ликвидациони управник

Према Закону о привредним друштвима наведена лица не могу да у свом интересу или у интересу са њима повезаних лица:
- Користе имовину друштва
- Користе информације до којих су дошли у том својству, а које иначе нису јавно доступне
- Злоупотребе свој положај у друштву
- Користе могућности за закључење послова који се које се укажу друштву

Закон јасно налаже да сва одговорна лица поштују прописе и да се према својој функцији или улози у привредном друштву односе морално, уважавајући најбоље интересе друштво.
Дужност избегавања сукоба интереса постоји да би се избегле све могуће малверзације од стране привредних лица или функционера, а уколико се десе, да буду санкционисане.